# 索爾 (漫威漫畫)
雷神索尔（英語：Thor）是漫威漫画旗下的一位超級英雄角色，最先出現於《神秘之旅》第83期（1962年8月）。索爾的原形為北欧神话中的索爾，是「戰神」奧丁之子。他常成為好友鋼鐵人的對比，凸顯了科學與神話的差別。
他的著名武器為妙爾尼爾（Mjölnir），就是俗稱的「雷神之鎚」。在IGN的前100名的漫画书英雄中排行第14，並在2012年的“50大復仇者”名單中排名第一。

## 出版歷史
索爾最早出現於漫威漫畫推出的奇幻漫畫系列《神秘之旅 #83》（1962年8月），是由史丹·李，拉里·李伯與杰克·科比共同創造。史丹·李曾在2002年描述了索爾的起源，他認為讀者已經非常熟悉希臘和羅馬的神靈。因此深入研究古老的北歐傳說可能會很有趣。此外，他想像中的北歐神看起來像舊維京人，有流動的鬍鬚，角盔和對戰鬥的狂熱。他表示神秘之旅需要一臂之力，所以我選擇了索爾來擔當這個系列的要角。在寫了描述故事和他想到的人物的輪廓後，我讓我的弟弟拉里·李伯寫了劇本，並讓杰克·科比描繪出他的外表。在1984年的一次採訪中，科比說：“在我為漫威創造他之前，我曾在50年代做過DC漫畫版本的索爾。我在漫威創造了索爾，因為我一直迷戀傳說，這就是為什麼我知道巴德爾，海姆達爾和奧丁的原因，我試圖更新索爾的外表並讓他成為超級英雄，但他還是索爾。在1992年的一次採訪中，科比說：“我非常了解索爾的傳說，但我想讓他們現代化。我覺得漫畫可能是一件新事物，帶走舊傳說並使其現代化。”李和科比將索爾包括在復仇者聯盟＃1（1963年9月）作為此超級英雄團隊的創始成員。該角色後來出現在該系列的每個後續卷中。

## 人物經歷

### 1960年代
索爾是奧丁與芙瑞嘉之子，與奧丁所收養的冰巨人之子洛基一同長大成人，擁有使用雷神之鎚的資格。他是阿斯嘉的守護者和奧丁的王位的繼承人，但他因此而逐漸變得傲慢自大，奧丁認為索爾需要學會謙卑，因此將沒有神的記憶的索爾放入地球一名有部分殘疾的醫科學生唐納德·布萊克的記憶與體內。在成為一名醫生後，布萊克在挪威度假的期間目睹了一個外星人偵察隊來到地球，布萊克逃到了一個山洞裡。在發現索爾的雷神之鎚（當時偽裝成一枝拐杖）並將其撞擊岩石後，他隨即變身成雷神。後來，在《雷神索爾》＃159中，布萊克得知自己是索爾，奧丁的魔法使他忘記了自己作為雷神的過去並相信自己是一名凡人。
在擊敗外星人後，索爾與他的另一個人格布萊克共享雙重生活：他以一名凡人身分結識並愛上了護士珍·佛斯特，同時捍衛人類免受邪惡勢力的威脅。索爾在地球上的存在立即吸引了他的宿敵，亦是他的繼弟，奥丁收養的冰巨人的後代洛基的注意力。洛基的出現同時亦導致了索爾的三個主要敵人的出現：吸收人、毀滅者和清障車。某次，洛基曾經想要挑动浩克与索爾敌对，但此事反而促成了索爾与钢铁人、浩克和美國隊長组成超级英雄团队复仇者聯盟。索爾的其他早期的敵人包括明日人札爾高、輻射人、岩漿人、眼鏡蛇、海德先生、魅惑魔女、處決者和灰石像鬼，他們都在不久后随之出现並从此一直与索爾敌对。
由於愛上了珍，索爾開始不服從奧丁的命令並拒絕回到阿斯嘉，這個行為多次受到懲罰。索爾對地球的親切感有一部分的原因是因為索爾的親生母親其實是古神中的大地之母蓋亞，而芙瑞嘉只是索爾的繼母。
雖然索爾最初認為自己是“復仇者聯盟中的隊員”和地球上的“超級英雄”，但洛基的陰謀使索爾的經歷變成越來越史詩級的冒險，例如與他的父親奧丁和在阿斯嘉的盟友巴德爾合作對抗火魔蘇爾特爾和風暴巨人斯卡格，並擊敗越來越強大的吸收人，並證明他在“眾神的審判 (Trial of the Gods) ”中是無辜的，這使他長期離開復仇者聯盟。
索爾遇到希臘神赫拉克勒斯，他最忠誠和最值得信賴的朋友。索爾從奧林匹克神之一的冥王星的手中拯救了赫拉克勒斯，接著阻止活體星球伊果的推進，然後從至高進化的手中拯救了珍並擊敗了他有缺陷的創造物人形野獸。奧丁終於寬容並提出如果珍通過了考驗便允許索爾與她展開戀人關係，這讓珍感到恐慌及索爾干預了考驗。珍未能通過考驗，奧丁因而將她送回地球，在那裡她獲得了另一次愛情機會，而傷心欲絕的索爾則被介紹給了阿斯嘉戰士希芙。當岩石巨魔烏里克試圖偷走雷神之鎚時，索爾第一次與這個他往後的宿敵戰鬥。接著索爾回到阿斯嘉，以防止曼高戈得到奧丁之劍並毀滅整個宇宙，索爾了解到行星吞噬者的起源，並在希芙被亞當術士綁架後救出了她。

### 1970年代
當火魔們試圖襲擊阿斯嘉時，索爾再次與蘇爾特爾戰鬥，他還遇到了陌客和被他俘虜的惡煞，並且以絕對性的力量壓倒了末日博士。
索爾阻止了曼高戈的透過偽裝成奧丁來獲得奧丁之劍，當“奧丁之力”成為一種有意識的破壞性力量時，索爾的盟友佛勒斯泰格的幫助挽救了這個情況，索爾還逃過了一次死亡，因奧丁設計了一場假的諸神黃昏並讓記者羅傑·諾威爾（Roger Norvell）代替索爾死於與米德嘉德巨蛇的戰鬥中。索爾在之後的故事情節中遇到了永恆族，索爾還發現並透過“奧丁之眼”（由奧丁犧牲自己的眼睛以從密米爾的井中喝水）得知另一個版本的阿斯嘉和索爾曾經存在過。

### 1980年代
索爾最終面對第四代至高族的威脅並經歷一系列漫長的遭遇，索爾了解到阿斯嘉的真正起源和奧丁想從這些外星法官手中捍衛地球的意圖。奧丁試圖通過佔據毀滅者（身高2000英尺，擁有每個阿斯嘉人的生命精華）來阻止至高族並揮舞著奧丁之劍（由統一意念幫助，他是一種永恆族組成的實體），索爾也一同幫忙，外星法官收下了在“天空之母 (Skymothers)”（芙瑞嘉和希拉等女神）代表蓋亞給予的十二個完美的人類這項禮物後終於離開了。索爾還得知了蓋亞是他的生母。
通過天空之父從其他萬神殿捐贈的能量來恢復阿斯嘉的神靈後，索爾在地球上進行了一系列的冒險，包括接連對抗兩個行星吞噬者的使者和阻止梅菲斯特奪取人類的靈魂，在阿斯嘉戰神提爾的陷害下洗清自已的清白，幫助毀滅者德克斯並與盟友鋼鐵人擊敗雙頭獸和人型野獸，對抗巨龍法夫納(前納斯特隆德國王，被奧丁轉化為巨龍，然後被洛基釋放出來)和對抗吸血鬼之王德古拉。索爾接著得知了“噬神者”的存在，這是一個當幾個萬神殿的死神暫時合併他們的界度時召喚出的生物。索爾阻止了這個生物並確保恢復宇宙平衡。(噬神者被揭示為蓋亞的兒子，索爾的同父異母兄弟)。
在回應尼克·福瑞的要求探索即將到來的太空船時，索爾遇到了貝塔·雷·比爾，經過短暫的戰鬥後，比爾證明了自己有資格拿起索爾的雷神之鎚。在最初的誤解之後，比爾與阿斯嘉的神聯盟，並由奧丁授權在與即將到來的惡魔軍隊的戰爭中幫助索爾和他的盟友，這支惡魔軍隊由現在揮舞著“暮光之劍”的蘇爾特爾帶領，經過一系列的長期戰鬥，眾神殺死了巨龍法夫納並挫敗了黑暗精靈魔雷基，奧丁和蘇爾特爾在戰鬥中通過一道裂痕消失了並被推定死亡後，眾神終於獲得勝利。
索爾留在阿斯嘉處理奧丁死後所留下的空位，驅逐了冥界女神海拉，還遇見他偉大的曾祖父提瓦茲並迫使洛基把他從愛情藥水引起的效果治好，接著索爾與盟友進入海拉的界度並拯救迷失的凡人靈魂。在回到地球後，索爾和比爾擊敗了變形的黑暗精靈咒士阿格姆，雖然洛基利用蘇爾特爾遺留下來的劍的力量將索爾變成青蛙，但在中央公園冒險之後，索爾設法部分恢復自己，然後迫使洛基扭轉這個法術。雖然從僱傭兵團隊掠奪者手上拯救了X因子的成員天使，但索爾受到海拉的詛咒，她的詛咒使索爾的骨頭像玻璃一樣脆弱，如果受損則無法癒合。無論傷勢多麼嚴重，他都無法死去。在洛基策劃的與吸收人的戰鬥中，索爾再次受傷，最終在與黑暗精靈的戰鬥中被洛基拯救。
索爾最終被迫穿上盔甲來保護自己脆弱的身體，索爾和洛基擊敗了一群冰巨人，他們試圖通過找到米德嘉德巨蛇並讓牠復仇，希望牠能完全殺死索爾。相反，巨人們找到的非凡龍實際上是由米德嘉德巨蛇偽裝成的，預言說他們會在諸神黃昏期間互相殺戮。雖然索爾的身體被完全粉碎，但牠還是殺死了巨蛇。洛基重新啟動了毀滅者，殺死冰巨人並發現索爾變成了液態，毀滅者試圖分解索爾，但由於海拉的詛咒而不能這樣做。索爾對毀滅者進行精神控制並脅迫海拉恢復他的真實形態，然後索爾打斷了洛基的手臂作為對他的行為的懲罰。索爾接著遇見凱爾特的閃電之神萊爾並與他戰鬥。又與至高族在一個外星世界相遇，索爾發現了奧丁，成為賽斯的俘虜，並使用奧丁之力來抵擋回歸的蘇爾特爾。接著在阿斯嘉處於負區時擊敗了殲滅者。索爾接著與X戰警的敵人紅坦克戰鬥並遇見新勇士。

### 1990年代
索爾在一場戰鬥中殺死洛基之後，暫時代替奧丁作為阿斯嘉的統治者的海姆達爾從阿斯嘉驅逐了索爾。他被成為英雄“雷擊”的凡人艾瑞克·馬斯特森所取代。當奧丁醒來後，索爾被原諒並返回了阿斯嘉。在一場戰鬥中，索爾被瓦爾基里驅使成為“狂戰士”。在壓倒性的擊敗了所有試圖阻止暴怒的他的人並跑走之後，索爾被永恆族和薩諾斯帶回奧丁面前，奧丁治癒了他的兒子的瘋狂狀態。
索爾與復仇者聯盟、驚奇4超人和其他超級英雄一起，在擊敗惡棍狂攻之後被困在另一個宇宙中。在回到自己的宇宙之後，索爾和復仇者的幾名成員與毀滅者作戰。索爾被一個被稱為瑪諾特的神秘人物拯救，他將一位名叫傑克·奧爾森的凡人的生命力與索爾結合在一起。索爾與暗黑神族進行了一場戰鬥，瑪諾特被揭露為奧斯卡姆 (Hescamen) ，是奧丁的烏鴉之一。索爾接著與回歸的三法師戰鬥。

### 2000年代
當東尼·史塔克正在尋求重建宇宙的方法時，索爾同時亦面臨著與薩諾斯的長期鬥爭。當奧丁在與蘇爾特爾的戰鬥中死去後，索爾成為了阿斯嘉的統治者。索爾將他的統治延伸到地球，產生了重大影響。索爾和阿斯嘉人殺死或監禁那些反對他們的人，包括一個名叫戴維斯的年輕宗教變種人、明日人札爾高、暗黑神族的佩里克斯 (Perrikus) 、美國政府甚至是他在復仇者聯盟的同胞都包含在內。索爾與阿莫拉（魅惑魔女）結婚，並有一個兒子麥格尼，他在成年後懷疑他父親的判斷。索爾與他的前盟友索爾女孩和毀滅者（由前敵人德薩克佔有）展開了戰鬥。並通過時間旅行扭轉這些事件。
當時間線重置時，洛基復活了蘇爾特爾，他為洛基的風暴巨人跟隨者打造了新的烏魯錘子並開始了諸神黃昏。索爾得知諸神黃昏是自稱為“神靈的眾神”的計畫，他們被稱為“在陰影中的人”，他們以這種循環為食。索爾面對命運女神，並切斷了代表阿斯嘉的存在的掛毯。在打破了諸神黃昏循環並被奧丁之力告知這是他父親的計劃之後，索爾進入了冬眠狀態。由於他的命運不為複仇者所知，他被認為在行動中失踪。
雷神之鎚最終在地球上被發現並受到美國陸軍的保護。當末日博士從地獄逃脫時，雷神之鎚穿過維度平面，末日博士嘗試舉起錘子但失敗。然後，雷神之鎚來到了一個拿著一個帶有首字母“DB”的袋子的男人的所在地。布萊克在觸摸雷神之鎚後被運送到索爾居住的虛空。布萊克解釋說，當奧丁最初從索爾手中奪走布萊克這個角色時，布萊克被送到索爾現在居住的這個虛空。隨著奧丁的去世，布萊克突然恢復了在紐約市的存在。布萊克說服索爾再次使用雷神之鎚，返回地球並與布萊克重新建立雙重身份。布萊克還透露，索爾的阿斯嘉同胞仍然生活在凡人的思想和心中，只需要被發現和釋放。索爾在俄克拉荷馬州的布羅克斯頓重建阿斯嘉，並了解到2006-2007年的《內戰》的故事情節中發生的事件，其中美國政府通過了“超人類登記法”要求所有具超能力的人向政府登記或接受監禁。超級英雄們對這項法律存在分歧，導致雙方發生衝突。此外，成為親登記部隊的事實上的領導者和公眾代表的鋼鐵人狩獵並監禁了由美國隊長領導的加入反登記方面的前同伴們。鋼鐵人和其他人也使用索爾的DNA創造了他的複製人，以便在這場戰役中為他們戰鬥，索爾極度憤怒。當鋼鐵人面對將阿斯嘉帶到俄克拉荷馬州的索爾並告訴他自己必須向政府登記時，索爾輕鬆的打發了鋼鐵人，並告訴他任何試圖不請自來地接近阿斯嘉的人將會受到無情的處置。為了讓美國政府不要丟臉，鋼鐵人妥協並表示，阿斯嘉徘徊在地面以外，它可以被視為與美國分離的外交使館，不受“超人類登記法”的約束。儘管索爾接受了這一點，他和美國隊長對史塔克的敵意還是一直存在，直到2010-2011年，復仇者聯盟最終迷你劇結束。索爾搜尋他的阿斯嘉同胞，並恢復了他們每個人，除了希芙，她被困在一位死於癌症的老婦人的屍體中，她的真實身體被洛基偷走了。索爾將奧丁置於生與死之間，與蘇爾特爾不斷展開鬥爭。奧丁告訴他的兒子索爾必須帶領阿斯加德人。
在2008年的《秘密入侵》故事情節中，索爾救出並治癒了貝塔·雷·比爾，後者暫時獲得了雷神之鎚，幫助索爾在對抗史克魯爾人的入侵時保衛地球。由於洛基的欺騙，索爾與他的祖父博爾 (Bor) 戰鬥並殺死了他，並被驅逐出阿斯嘉。雷神之鎚在那次戰鬥中受損，索爾前去尋找奇異博士，他只能通過將奧丁之力從索爾轉移到雷神之鎚中來修復錘子，將兩者綁在一起，形成共生關係。索爾使用經過修復後的錘子將被監禁的希芙靈魂抽出來，並將她送回自己的身體，從而在此過程中將洛基恢復到他的男性身體。

### 2010年代
在2010年的《圍城》的故事情節中，索爾為保護阿斯嘉免受諾曼·奧斯朋和由率領的他黑暗復仇者的入侵而與他們展開戰鬥。雖然黑暗復仇者最終被擊敗，但阿斯嘉本身也被哨兵摧毀，哨兵還殺死了洛基。然後索爾殺死了哨兵。隨後，“超人類登記法”被廢除，索爾加入了重組的複仇者隊伍，他們在戰鬥中幫助了阿斯嘉。第二天，巴德爾解除了索爾的流放，並任命索爾為他的顧問。在阿斯嘉被摧毀後，索爾、美國隊長和鋼鐵人立即被送至海拉的界度，他們與海拉作戰，索爾和美國隊長與鋼鐵人的友誼也因此得到了重建。
索爾幫助阿瑪迪斯·趙尋找將他們的共同朋友赫拉克勒斯從平行宇宙中帶回來所需的必要元素。在混沌之戰期間，索爾加入赫拉克勒斯的天神小隊，與混沌之王天津瓮星作戰，後者將摧毀宇宙中所有存在。隨著阿斯嘉在地球上被摧毀，九個世界失去防禦，被一支被稱為“世界食者”的部隊入侵。為了尋求此事的解決方法，索爾恢復了他的父親奧丁和他的兄弟洛基。
在2011年的“恐懼本身”故事情節中，原罪從奧丁的水下監獄中釋放了奧丁長期被遺忘的兄弟大蛇神。獲得自由後，大蛇神集結他的將軍，稱他們為天選者 (Worthy) ，他們各自擁有自己的神錘，也是由烏魯打造而成。他們使地球陷入恐懼狀態。雖然索爾和復仇者聯盟設法擊敗了大蛇神和他的追隨者，但索爾卻在戰鬥中受重傷而死。在索爾的葬禮上，索爾以及其他人對他的回憶被由烏里克假扮成的新雷神塔納羅斯 (Tanarus) 所取代了。索爾在洛基和銀色衝浪手的幫助下從被遺忘的神的所在地中歸來並擊敗烏里克。
在2012年的“ 復仇者vs.X戰警 ”故事情節中，索爾帶領秘密復仇者進入外太空與鳳凰之力戰鬥，但被後者擊敗。他後來被獲得鳳凰之力的鋼人和秘客俘虜。在戰爭結束後，美國隊長讓索爾加入新的復仇者聯合小隊非凡復仇者，這是一支由復仇者成員和X戰警組成的新復仇者隊伍。然後索爾調查了幾個神祇的消失，並在一個跨越幾千年的故事中擊敗了屠神者格爾，一名因自身悲慘遭遇，認為被神辜負，憤而想殺死所有神的反派。
在2014年“ 源生之罪 ”故事情節中，在觀察者奧圖被謀殺並揭露了他的許多秘密之後，索爾得知安琪拉是奧丁的女兒，並且認為她在阿斯嘉與第十界的天使們的戰爭中被殺害。奧丁因此從其他九個領域切斷了與第十界的聯結，並刪除了它存在的所有記憶。索爾向芙瑞嘉講述了這些事件並帶著洛基前往第十界，以了解更多關於他的“妹妹”的信息。後來，尼克·福瑞向索爾低聲說出一個未透露的秘密，導致他失去了拿起錘子的能力。
在“源生之罪”故事情節之後，索爾拿起戰斧Jarnbjorn作為妙摩尼爾的替代品，隨後在對抗魔雷基的戰鬥中失去了他的左臂。與此同時，一名身份不明的女子 (後來透露是得了癌症的珍·佛斯特) ，舉起了妙摩尼爾，擁有了雷神的力量。雖然索爾最初試圖收回錘子，但在目睹了這名女子掌握權力之後，他放棄了索爾的名字和身分。索爾·奧丁森以“奧丁森（Odinson）”的名義繼續他的超級英雄工作，並使用戰斧Jarnbjorn和一個由黑色烏魯製成的假肢作為武器。
在2016年的限量系列《失格雷神》 (The Unworthy Thor) 中，奧丁森得知終極索爾的錘子在“秘密戰爭”故事情節之後墜落在阿斯嘉上。奧丁森最終拒絕了舉起它的機會，並向貝塔·雷·比爾透露，尼克·福瑞當時對他耳語的話是“格爾是對的”，並解釋說沒有任何神值得凡人欽佩。在此之後，一個不知名的人（後來透露為佛勒斯泰格）拿起了終極索爾的錘子並稱自己為“戰爭雷神 (War Thor) ”。
在2017年的“ 秘密帝國 ”故事情節中，奧丁森被受到了宇宙魔方變化成的少女科比克的影響而成為九頭蛇成員的史蒂夫·羅傑斯招募，加入了他的九頭蛇復仇者，但後來又加入了阻止九頭蛇控制美國的抵抗勢力。
在奧丁森得知妙摩尼爾的新持有者是珍·佛斯特之後，珍犧牲了妙摩尼爾來消滅曼高戈，她用鎖鏈將曼高戈捆綁在妙摩尼爾上，然後將妙摩尼爾與曼高戈一起扔進太陽。在奧丁森與父親合作讓珍恢復生命力之後，她重新開始進行化療，同時鼓勵奧丁森使用回他原來的名字。於是，索爾又回到了他熟悉的外表，並用金色的假肢使用各種替代錘子，直到矮人們聚集足夠的烏魯來打造新的妙摩尼爾。

## 能力與裝備

### 身為神擁有的能力
跟其他仙宮的神一樣，索爾的身型較凡人更為高大，身體密度亦是凡人的三倍，因此具有更強的抗打擊能力，並且對病毒、輻射和毒氣等免疫，他對所有地球的疾病都有免疫力，對魔法也有一定的抵抗力。。他也非常長壽，並且依賴於定期食用伊登的金蘋果來維持他的壽命，迄今已持續了數千年。作為奧丁和古神蓋亞的兒子，他比其他仙宮的神都更強壯，甚至可以說是最強壯的仙宮人。他具有超人的力量和速度，並且可以長時間地戰鬥而不會感到疲勞。他可以不攜帶任何裝備而自由進入深海和太空。索爾是漫威宇宙中屈指可數的強大角色。他能夠舉起幾乎是地球大小的米德嘉德巨蛇，能夠支撐相當於20個行星的重量，他與另一名雷神貝塔·雷·比爾的能量結合起來能夠破壞蘇爾特爾的太陽系大小的維度傳送門。如果在戰鬥中被迫，索爾能夠進入一個被稱為“狂戰士”的狀態，暫時增加他的力量和十倍的耐力，儘管在這種狀態下他會攻擊任何人，無論是朋友或是敵人。。他擁有非常高的抵抗物理傷害的能力，接近無敵。他甚至能倖免於至高族的能量爆炸。索爾擁有十分敏銳的感官，可以讓他追蹤比光線更快的物體並聽到來自地球另一側的吶喊聲。他甚至有能力穿越時空。他的耐力使他能夠與整個冰巨人軍隊戰鬥九個月而沒有任何生計或休息。索爾已經顯示出能夠借助妙摩尼爾等神奇力量再生他身體受傷部位的能力，包括整個肢體或器官。他擁有超人的速度，敏捷和反應能力，使他能夠用錘子使子彈偏轉，並以光速的多倍擺動或投擲它。在早期的故事中，索爾已經證明能夠產生強大的風。

### 雷神之鎚
索爾能夠使用雷神之鎚妙摩尼爾，在轉動妙摩尼爾後可以飛行。他亦可以利用雷神之鎚操縱天氣和與風暴相關的一切元素（雷電、風雨和雪），並使用妙摩尼爾作為工具來集中這種能力，雖然錘子不能指揮人工天氣，只能控制自然天氣，但他可以在全世界造成這些天氣影響並摧毀任何建築物；通過旋轉他的錘子，他可以隨風舉起建築物。索爾也可以通過快速地將他的斗篷甩成圓圈來製造小龍捲風。作為大地女神蓋亞的兒子，索爾已經顯示出對地球的一些控制。

### 其他能力和裝備
索爾是一位出色的手部武器戰鬥員，擅長武裝戰鬥，他能熟練地使用戰鎚，劍，斧頭和狼牙棒。索爾擁有兩件可以幫助他進行戰鬥的物品：魔法力量腰帶 (Megingjörð) 和他的標誌性武器，神秘的錘子妙摩尼爾。第一項用來增強索爾的力量和耐力，而第二項則用來控制他的天氣能力，飛行，能量投射和吸收（足以重新點燃垂死的恆星），穿越維度，物質操縱，以及他最強大的攻擊:上帝的爆炸（利用索爾的生命力量產生，甚至能強迫行星吞噬者逃離），熱能爆炸和反力（抵抗另一種力量）。使用妙摩尼爾將其扔向所需的方向，然後握住手柄的皮革環，索爾可以在地球大氣層中以超音速飛行，並且比太空中的光更快地行進。他也可以通過讓錘子旋轉成一個圓圈來創造一個障礙，甚至設法包含一個足以破壞宇宙1/5的爆炸，儘管要以他自己的生命為代價。他可以利用他的力量將物體扔出地球的大氣層，並把他的錘子扔去阿斯嘉，它將從那裡返回。
當索爾必須自己將同伴或物品運送到目的地時，他有一輛戰車，由他的兩隻巨大的神秘山羊坦格里斯尼爾和坦格喬斯特所吸引，可以輕鬆地飛到他想要到的任何地方。

## 主要敵人
| - 吸收人 - 血斧 - 眼鏡蛇 - 聖戰士 - 天神殺手德薩克 - 毀滅者 - 活體星球伊果 - 三法師 - 魅惑魔女 - 處決者 - 法夫納 - 芬里斯狼 - 火焰領主 - 灰石像鬼 - 海拉 - 嘉尼拉 - 咒士阿格姆 | - 勞菲 - 洛基 - 蘿蕾萊 - 咒神魔雷基 - 狂獵 - 流沙 - 曼高戈 - 米德嘉德巨蛇 - 米諾陶爾 - 海德先生 - 貓鼬 - 持有者 - 暗黑神族 - 人形野獸 - 輻射人 - 諸神黃昏 - 屠神者格爾 | - 成長人 - 岩漿人 - 斯卡格 - 蘇爾特爾 - 辛德爾 - 烏里克 - 拆遷隊 - 打樁機 - 推土機 - 霹靂彈 - 清障車 - 大蛇神 - 冥王星 - 泰坦妮亞 - 尤彌爾 - 明日人札爾高 |

## 其他媒體

### 電影
- 《不可思議的浩克之回歸（英语：The Incredible Hulk Returns）》：由埃里克·阿蘭·克萊默飾演索爾。
- 漫威電影宇宙：由克里斯·漢斯沃飾演索爾（英语：Thor (Marvel Cinematic Universe)）。
  - （2011年）
  - 《復仇者聯盟》（2012年）
  - 《雷神索爾2：黑暗世界》（2013年）
  - 《復仇者聯盟2：奧創紀元》（2015年）
  - 《奇異博士》（2016年）：片尾客串。
  - 《雷神索爾3：諸神黃昏》（2017年）
  - 《復仇者聯盟3：無限之戰》（2018年）
  - 《復仇者聯盟：終局之戰》（2019年）
  - 《雷神索爾4：愛與雷霆》（2022年）
  - 《死侍與金鋼狼》（2024年）：未掛名客串。
  - 《復仇者聯盟：末日之戰》（2026年）

### 電視
- 《天雷爭霸：復仇者聯盟》，由加瀨康之配音。
- 《漫威未來 - 復仇者聯盟（日语：マーベル フューチャー・アベンジャーズ）》，由加瀨康之配音。
- 漫威電影宇宙：由克里斯·漢斯沃回歸飾演索爾。
  - 《洛基》第一季（2021年）：客串聲演「青蛙索爾」。
  - 《無限可能：假如…？》（2021-2023年）[8]：動畫影集，配音演出。

### 遊戲
- 《漫威英雄 Online》：玩家創角時可選擇索爾為遊戲角色，或另付費購買。
- 《MARVEL未來之戰》：手機遊戲，索爾是玩家可使用的角色之一。
- 《漫威超級戰爭》
- 《漫威復仇者聯盟》：由崔維斯·威靈漢配音。
- 《MARVEL未來革命》
- 《漫威爭鋒》：由崔維斯·威靈漢配音。

## 粉丝
索爾是前任马来西亚首相马哈迪·莫哈末最喜爱的漫威角色。